# Phorbia bartaki
Phorbia bartaki är en tvåvingeart som beskrevs av Ackland och Verner Michelsen 1986. Phorbia bartaki ingår i släktet Phorbia och familjen blomsterflugor. Arten har ej påträffats i Sverige. Inga underarter finns listade i Catalogue of Life.